# 2010 في هندوراس
فيما يلي قوائم الأحداث التي وقعت خلال عام 2010 في هندوراس.

## سياسة

### انتهاء فترة المنصب
- 25 يناير – خوسيه ألفريدو سافيدرا من رئاسة البرلمان الهندوراسي.[1]

## رياضة
- 1 يناير – هندوراس في كأس العالم 2010

## وفيات

### مايو
- 16 مايو – أوسفالدو لوبيز أريلانو (مواليد 1921) سياسي هندوراسي.